# Viorel Gheorghiu
Viorel Gheorghiu (n. 24 ianuarie 1950) este un deputat român în legislatura 2000-2004, ales în județul Ilfov pe listele partidului PSD.
A fost trimis în judecată în 14 decembrie 2002, de către procurorii Parchetului instanței supreme, pentru tentativă de înșelăciune și fals în declarații.
În iunie 2008 a fost condamnat definitiv de Curtea de Apel București la trei ani de închisoare cu suspendare, pentru înșelăciune.

## Legături externe
- Viorel Gheorghiu Arhivat în 3 decembrie 2021, la Wayback Machine. la cdep.ro